# Zabiba
Pour les articles homonymes, voir Zabiba (homonymie).

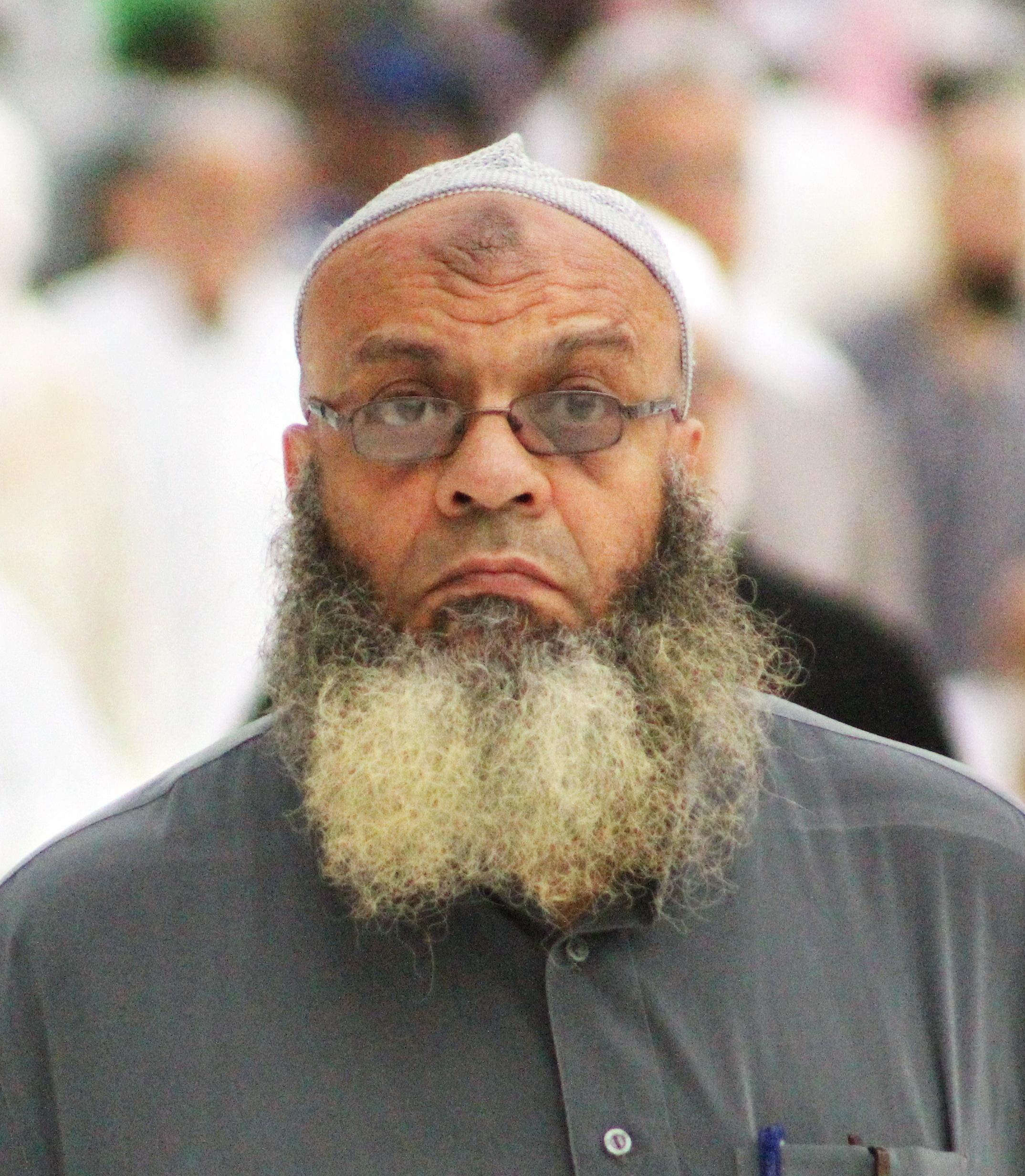
Un pèlerin avec une zabiba à la sortie de la mosquée al-Harâm, à La Mecque.

La zabiba ou zebiba (arabe : زَبِيبَة, litt. « raisin »), ou tabaâ (du bambara ou de l'arabe, litt. « tampon »), ou encore seere en bambara ou seede en peul (dérivés de chahada), est une marque sur le front que se font certains musulmans en frottant leur visage contre leur tapis de prière, afin de manifester leur assiduité religieuse. Spontanée ou artificielle, elle peut être perçue comme un témoignage de piété ou au contraire une manifestation religieuse ostentatoire, et est notamment portée par certains politiciens du monde musulman à tendance traditionaliste. 

## Origine
C' est une marque sur le front de certains musulmans résultant d'une forme d'hyperkératose, due à la friction générée par la friction régulière du front avec le tapis de prière ou le sol lors du sujud (prosternation) qui a lieu au moins 34 fois par jour en effectuant les cinq prières quotidiennes obligatoires (deux fois par rak'ah, ou unité de prière), et davantage en effectuant des prières surérogatoires. Son existence traduit donc une certaine assiduité religieuse.

## Interprétation
Certains voient cette marque évoquée dans le Coran au verset 29 de la sourate al-Fath : « Leurs visages sont marqués par la trace laissée par la prosternation ». 
À l'inverse, la sourate Al-Ma'un prévient « Malheur à ceux qui font la prière […] par ostentation », l'ostentation (riyaa) étant considérée comme un péché d'hypocrisie.

## Exemples notables
Plusieurs responsables politiques présentent cette marque :

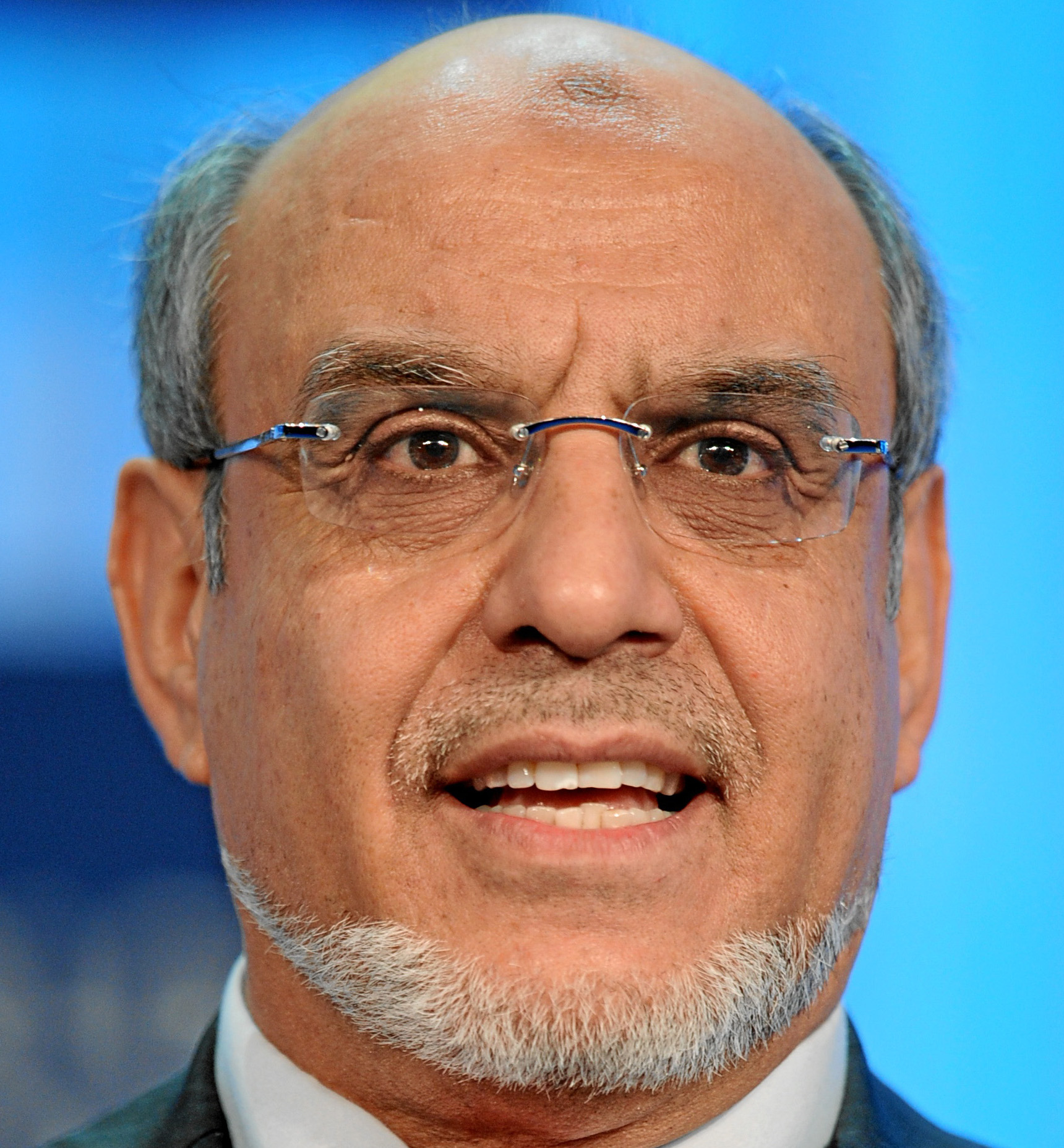
Hamadi Jebali, chef du gouvernement tunisien (2011-2013)[9],[10],[4].
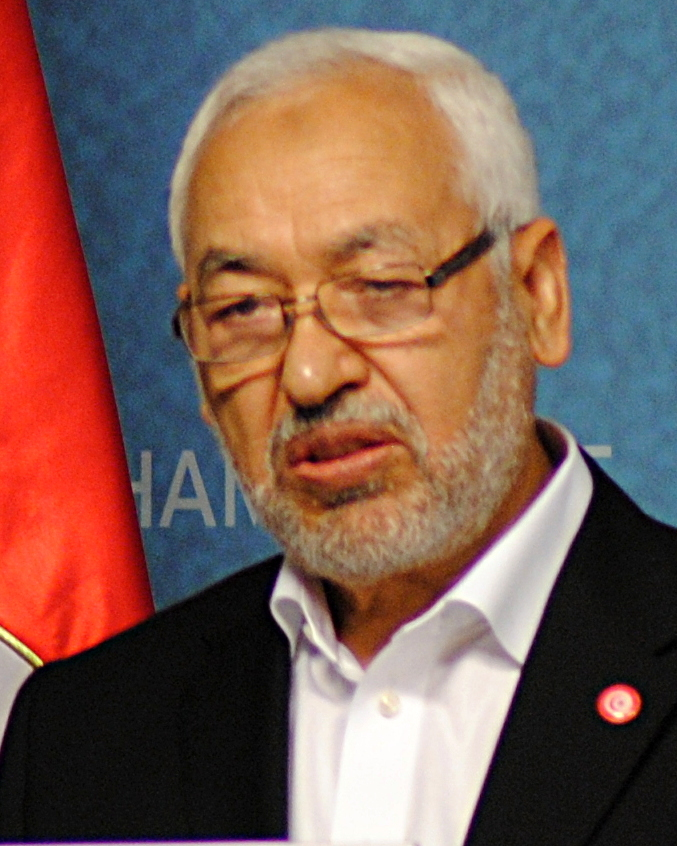
Rached Ghannouchi, président de l'Assemblée des représentants du peuple tunisien (2019-2021).[réf. nécessaire]
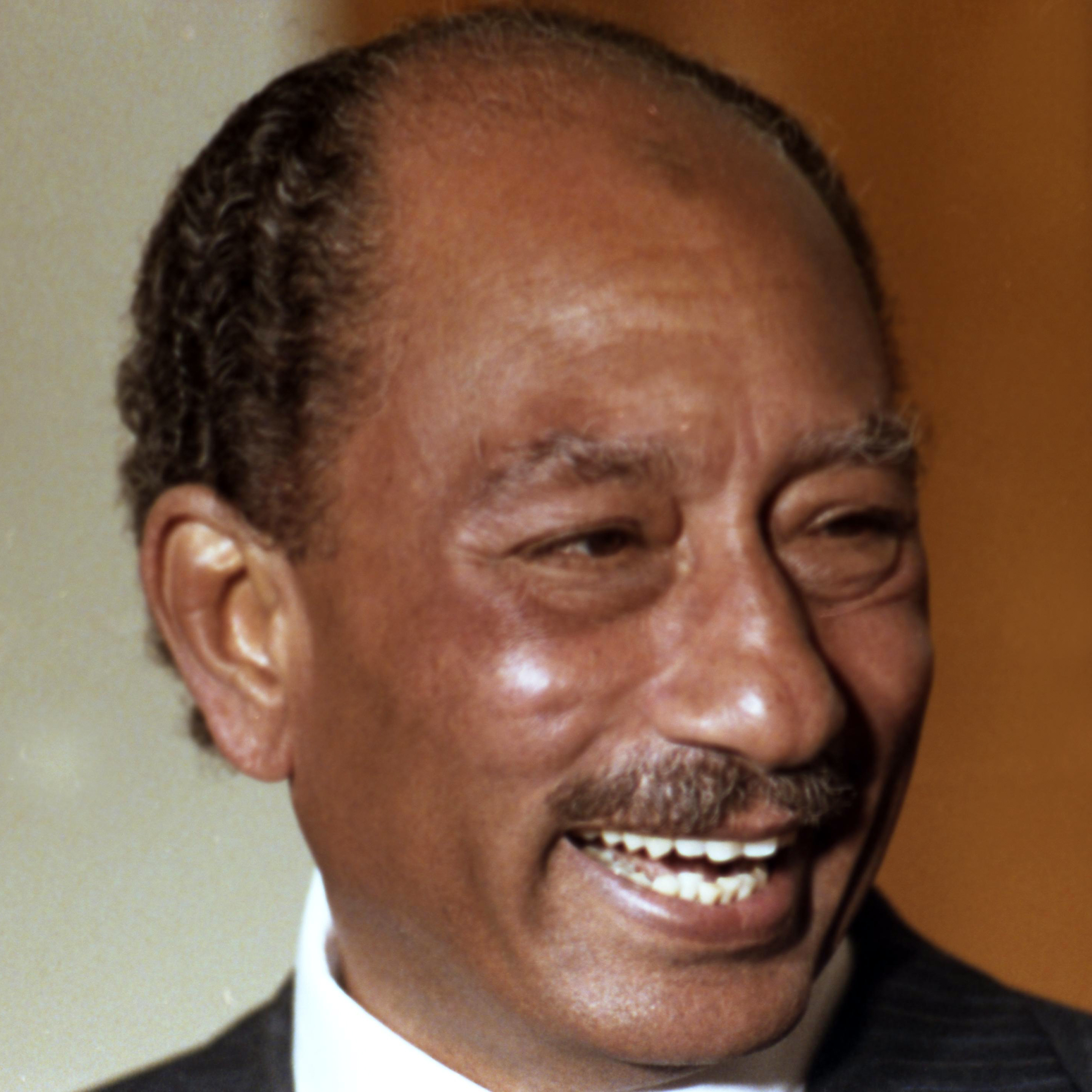
Anouar el-Sadate, président égyptien (1970-1981)[11].
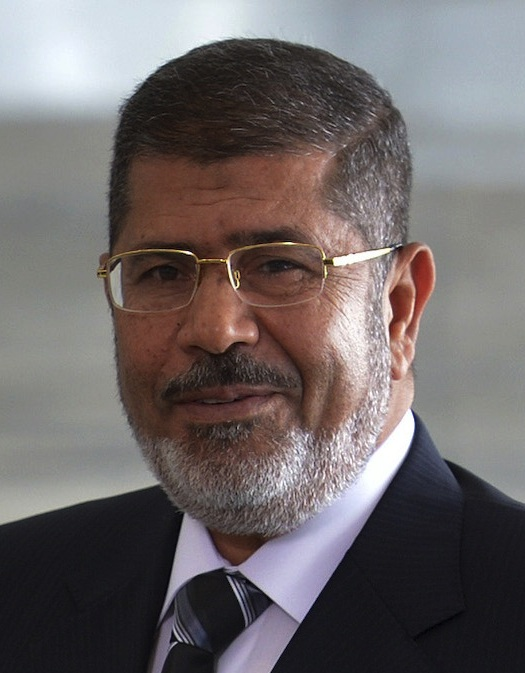
Mohamed Morsi, président égyptien (2012-2013)
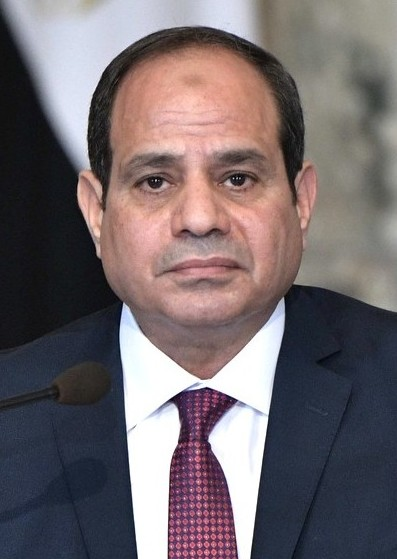
Abdel Fattah al-Sissi, président égyptien (depuis 2014)[4],[13],[14].
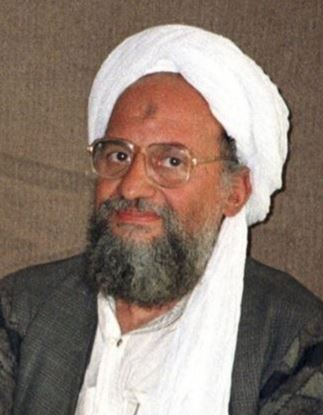
Ayman al-Zawahiri, ex-dirigeant d'Al-Qaïda[15].